# Rudolf Kramp
Rudolf Kramp, född 4 oktober 1892, död 25 januari 1946, var en tysk ämbetsman. Han var ställföreträdare för Hans Biebow, chef för den tyska förvaltningen i Łódź getto. Därutöver tillhörde han staben vid förintelselägret Chełmno. Efter andra världskriget ställdes han inför en polsk domstol, dömdes till döden och avrättades.